# Thistle (Utah)
Thistle é uma cidade-fantasma no Condado de Utah, no estado americano de Utah, Estados Unidos. A cidade está a 105 quilômetros a sudeste da capital do estado, Salt Lake City.
Em abril de 1983, um massivo deslizamento de terra represou o rio Spanish Fork. Os residentes foram evacuados pouco antes dos mais de 80 milhões de metros cúbicos de água retida transporem a barreira e inundarem a cidade. Quase toda Thistle foi destruída, apenas algumas construções permaneceram parcialmente inteiras. 

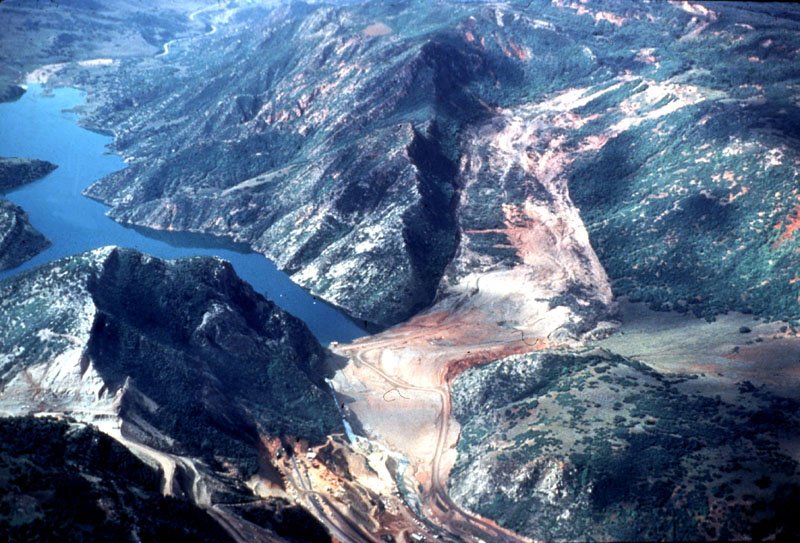
Fotografia aérea da região de Thistle na primavera de 1983, mostrando a barragem formada pelo deslizamento de terra.